# Ptereleotris evides
Ptereleotris evides är en fiskart som först beskrevs av Jordan och Hubbs 1925.  Ptereleotris evides ingår i släktet Ptereleotris och familjen Ptereleotridae. Inga underarter finns listade i Catalogue of Life.